# Międzyświeć
Międzyświeć [mjɛnˈd͡zɨɕfjɛt͡ɕ] (deutsch Mendischwetz oder Miendziswietz, tschechisch Mezisvětí, örtlich Miyndzyświeć, Aussprache Miyndzyśfjeć) ist eine Ortschaft mit einem Schulzenamt in der Stadt- und Landgemeinde Skoczów im Powiat Cieszyński der Woiwodschaft Schlesien in Polen.

## Geographie
Międzyświeć liegt im Schlesischen Vorgebirge, etwa 20 km westlich von Bielsko-Biała und 55 km südlich von Katowice im Powiat (Kreis) Cieszyn.
Das Dorf hat eine Fläche von 298 ha.
Nachbarorte sind Wilamowice im Norden, die Stadt Skoczów im Osten, Bładnice im Südosten, Kisielów im Süden, Iskrzyczyn im Westen.

## Geschichte

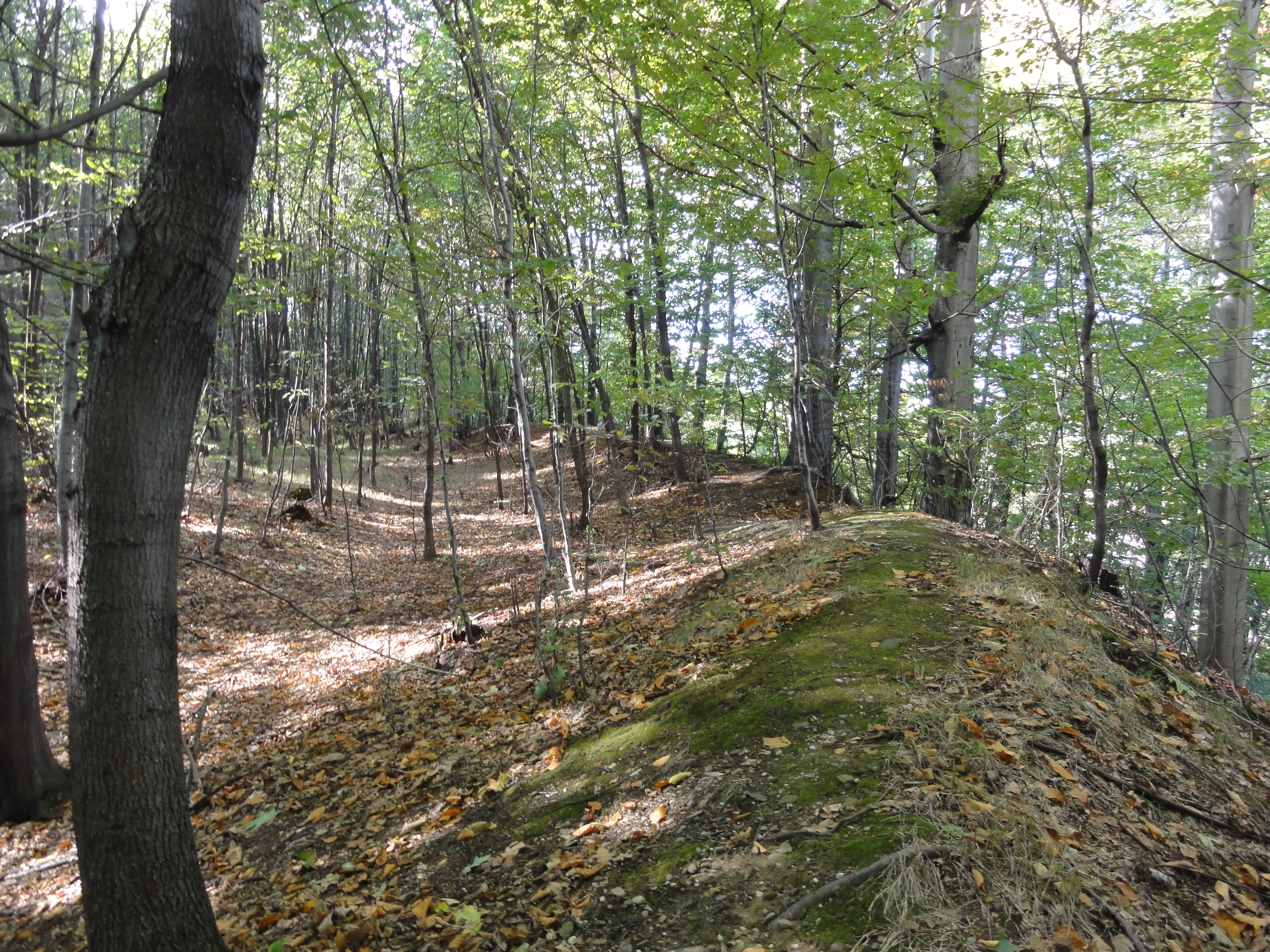
Wallburg

Es gab einen slawischen Burgwall vom Volksstamm der Golensizen. Er existierte vom 7. bis zum 9. Jahrhundert, als es wahrscheinlich von Svatopluk I. niedergebrannt wurde.
Das Dorf liegt in der historischen Landschaft Teschener Schlesien.
Der Ort wurde im Jahr 1448 erstmals urkundlich als Mezyschwiety erwähnt. Der Name bedeutet ursprünglich Międzyświecie, między (tschechisch mezi, deutsch zwischen) światami (tschechisch světy, deutsch Welten). Der deutsche Name wurde aus der quasi-tschechischen Form Mendischwetz oder aus der polnisch-schlesischen Miendziswietz abgeleitet.
Politisch gehörte das Dorf ursprünglich zum Herzogtum Teschen, unter der Lehnsherrschaft des Königreichs Böhmen, und seit 1526 gehörte es zur Habsburgermonarchie.
1559 wurde das herzögliche Dorf mit Wilamowice von Wenzel III. an Jan Skoczowski, einem Skotschauer Stadtbürger, verliehen. Später gehörte es zur Familie Bludowski. Ab 1793 gehörte das Dorf in der Teschener Kammer zum Teschner Kreis.
Nach der Aufhebung der Patrimonialherrschaften bildete es ab 1850 eine Gemeinde in Österreichisch-Schlesien, Bezirk Bielitz und Gerichtsbezirk Skotschau. In den Jahren 1880–1910 hatte das Dorf etwa 270 Einwohner, es waren überwiegend polnischsprachige (in der Form der Teschener Mundarten), 1910 auch 7,8 % deutschsprachige und 1880 6,9 % tschechischsprachige. Im Jahre 1910 waren 56 % evangelisch, 41,4 % römisch-katholisch, es gab 7 Juden. Politisch war das Dorf damals von der deutschfreundlichen und gegen die polnische Nationalbewegung (Hetzpolen) eingestellten schlonsakischen Bewegung geprägt, deren Führer – Józef Kożdoń – im Dorf in der Reichsratswahl 1911 gewann. Der Rückgang in der Selbstdeklarationen der polnischen Umgangssprache von 97 % in der Volkszählung im Jahr 1900 auf 92,2 % im Jahr 1910 zugunsten der deutschen Sprache ist mit der Agitation der im Jahr 1909 gegründeten Schlesischen Volkspartei verbunden, die sich als ein Teil des „deutschen Kulturkreises“ betrachtete. Die örtlichen Teschener Walachen sprachen die Teschener Mundarten.
1920, nach dem Zusammenbruch der k.u.k. Monarchie und dem Ende des Polnisch-Tschechoslowakischen Grenzkriegs (die tschechoslowakischen Truppen wurden an der westlichen Grenze des Dorfs in der Schlacht bei Skotschau angehalten), kam Międzyświeć zu Polen. Unterbrochen wurde dies nur durch die Besetzung Polens durch die Wehrmacht im Zweiten Weltkrieg. Es gehörte dann zum Landkreis Teschen im Regierungsbezirk Kattowitz in der Provinz Schlesien (seit 1941 Provinz Oberschlesien).

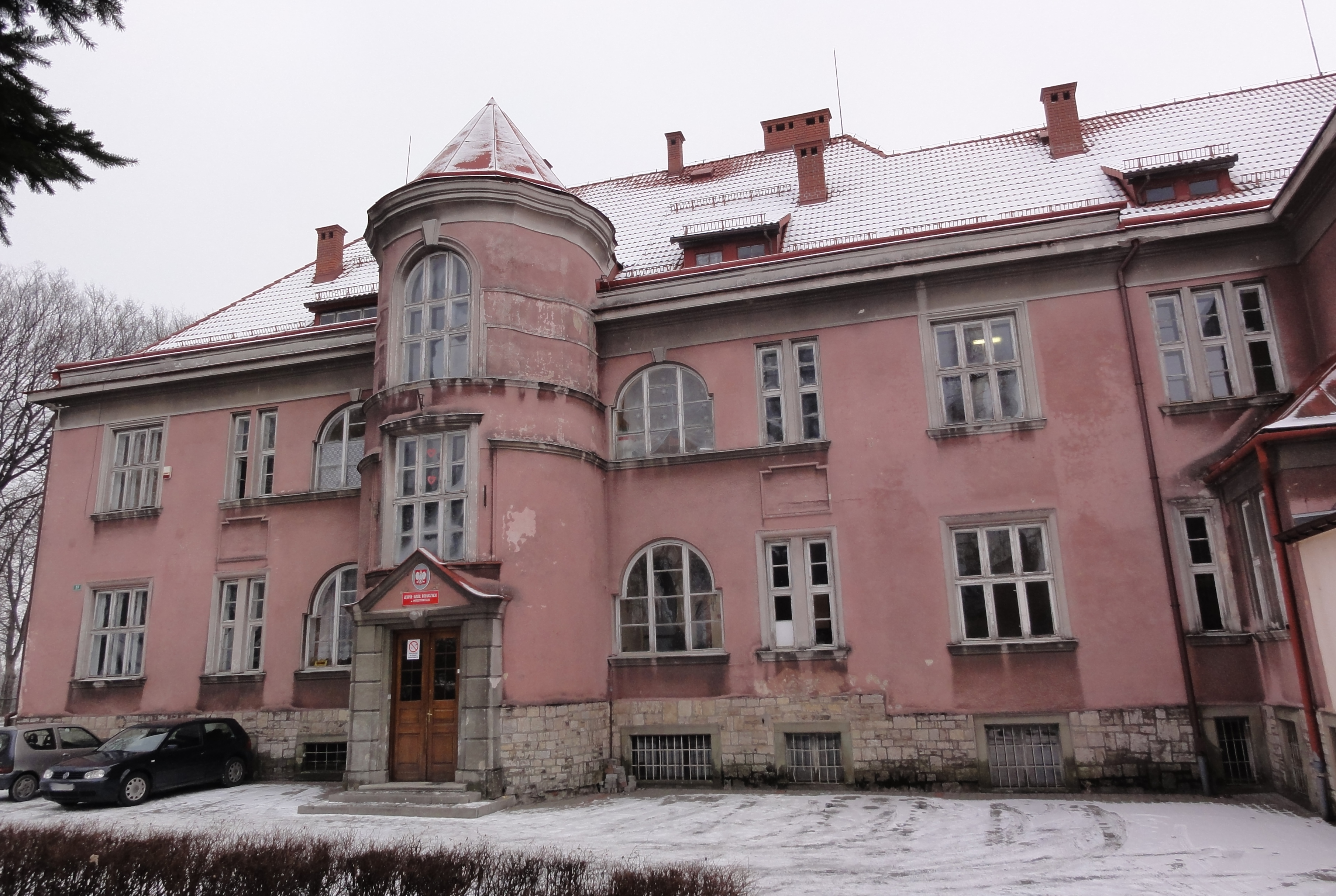
Landwirtschaftsschule

Im Jahr 1922 wurde eine Landwirtschaftsschule, aus Cieszyn/Teschen verlegt, eröffnet, 1927 erhielt sie ein neues Gebäude.
Von 1975 bis 1998 gehörte Międzyświeć zur Woiwodschaft Bielsko-Biała.